# Oleg Svjatoslavič
Oleg Svjatoslavič (in russo Олег Святославич?; ... – 977) è stato il secondogenito del principe regnante Svjatoslav I di Kiev. Visse nella Rus' di Kiev nella seconda metà del X secolo.

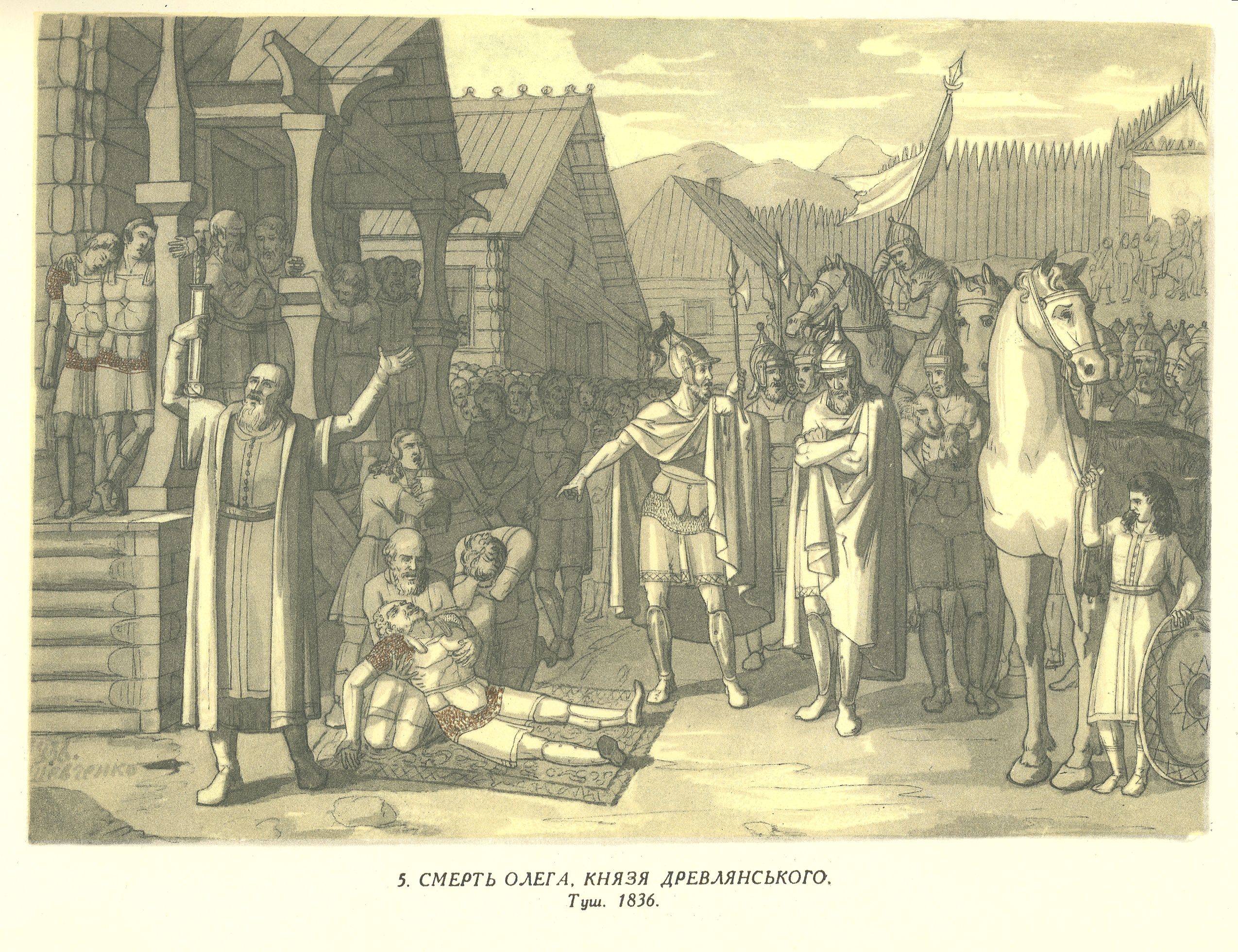
Taras Hryhorovyč Ševčenko, Morte del principe Oleg, 1836

Il padre, nel 972, prima di partire per la spedizione contro i Peceneghi, ove rimase ucciso, divise il territorio sotto il suo controllo tra i tre figli Oleg, Jaropolk e Vladimir ed affidò ad Oleg il governo delle terre dei Drevliani che avevano ucciso suo nonno Igor.
Poco dopo la morte del padre i tre fratelli si affrontarono in una sanguinosa guerra civile per il controllo di tutto il territorio della Rus' di Kiev.
Nel 977 Oleg venne sconfitto e ucciso dal fratello Jaropolk che, dopo aver conquistato anche Novgorod, ottenne la vittoria.
La principale fonte in cui è citato Oleg è la Cronaca degli Anni Passati, fondamentale testo per la conoscenza della storia russa intorno al mille.

## Ascendenza
|                      |   |                            | Genitori |  |  | Nonni |  |  | Bisnonni |  |  | Trisnonni               |  |
|                      |   |                            |          |  |  |       |  |  | Rjurik   |  |  | Godoslav degli Obotriti |  |
|                      |   |                            |          |  |  |       |  |  | Rjurik   |  |  | Godoslav degli Obotriti |  |
|                      |   | Umila degli Slavi di Ilmen |          |  |  |       |  |  | Rjurik   |  |  |                         |  |
| Igor' di Kiev        |   |                            |          |  |  |       |  |  | Rjurik   |  |  |                         |  |
|                      |   | Efanda                     | …        |  |  |       |  |  |          |  |  |                         |  |
|                      |   | Efanda                     | …        |  |  |       |  |  |          |  |  |                         |  |
|                      |   | Efanda                     | …        |  |  |       |  |  |          |  |  |                         |  |
| Svjatoslav I di Kiev |   | Efanda                     |          |  |  |       |  |  |          |  |  |                         |  |
|                      |   | …                          | …        |  |  |       |  |  |          |  |  |                         |  |
|                      |   | …                          | …        |  |  |       |  |  |          |  |  |                         |  |
|                      |   | …                          | …        |  |  |       |  |  |          |  |  |                         |  |
| Olga di Kiev         |   | …                          |          |  |  |       |  |  |          |  |  |                         |  |
|                      |   | …                          | …        |  |  |       |  |  |          |  |  |                         |  |
|                      |   | …                          | …        |  |  |       |  |  |          |  |  |                         |  |
|                      |   | …                          | …        |  |  |       |  |  |          |  |  |                         |  |
| Oleg Svjatoslavič    |   | …                          |          |  |  |       |  |  |          |  |  |                         |  |
|                      | … | …                          |          |  |  |       |  |  |          |  |  |                         |  |
|                      | … | …                          |          |  |  |       |  |  |          |  |  |                         |  |
|                      | … | …                          |          |  |  |       |  |  |          |  |  |                         |  |
| …                    | … |                            |          |  |  |       |  |  |          |  |  |                         |  |
|                      |   | …                          | …        |  |  |       |  |  |          |  |  |                         |  |
|                      |   | …                          | …        |  |  |       |  |  |          |  |  |                         |  |
|                      |   | …                          | …        |  |  |       |  |  |          |  |  |                         |  |
|                      |   | …                          |          |  |  |       |  |  |          |  |  |                         |  |
|                      |   | …                          | …        |  |  |       |  |  |          |  |  |                         |  |
|                      |   | …                          | …        |  |  |       |  |  |          |  |  |                         |  |
|                      |   | …                          | …        |  |  |       |  |  |          |  |  |                         |  |
| …                    |   | …                          |          |  |  |       |  |  |          |  |  |                         |  |
|                      |   | …                          | …        |  |  |       |  |  |          |  |  |                         |  |
|                      |   | …                          | …        |  |  |       |  |  |          |  |  |                         |  |
|                      |   | …                          | …        |  |  |       |  |  |          |  |  |                         |  |
|                      |   | …                          |          |  |  |       |  |  |          |  |  |                         |  |